# Leichtathletik-Hallenweltmeisterschaften 2026
Die 21. Leichtathletik-Hallenweltmeisterschaften sollen vom 20. bis 22. März 2026 in der polnischen Stadt Toruń stattfinden. Am 22. März 2023 wurde Toruń von der World Athletics zum Austragungsort ernannt. Für die Wettkämpfe ist die Arena Toruń vorgesehen. Toruń war Schauplatz der Halleneuropameisterschaften 2021. Nach den Hallenweltmeisterschaften 2014 in Sopot werden die Hallenweltmeisterschaften 2026 die zweiten Hallenweltmeisterschaften in Polen sein.